# Jens Gad
Jens Gad (* 26. August 1966 in München) ist ein deutscher Musikproduzent, Komponist, Gitarrist und Schlagzeuger.

## Leben
Als Co-Producer mehrerer Alben hatte Gad einen wichtigen Anteil am Erfolg des Musikprojekts Enigma von Michael Cretu. Mittlerweile besitzt er ein eigenes Studio und hat selbst einige Musikprojekte gegründet (Achillea, Enigmatic Obsession). Seine Musik kann dem von Enigma geprägten Genre des Ethno zugerechnet werden. Auch für Sandra produzierte und komponierte er einige Titel für das 2007 erschienene Album The Art of Love sowie für Back to Life (2009) und Stay in Touch (2012). 1990 spielte er die Rolle des Musikers Roger Gallaghan in der Serie Ron und Tanja. 2019 arbeitete er zusammen mit Sandra Gambino an ihrem Debütalbum  Shades of Love.
Er ist der Bruder von Toby Gad.

## Diskographie (Alben)
- Enigmatic Obsession: Secret of Seduction (2005)
- Achillea: The Nine Worlds (2005)
- Jens Gad: Le Spa Sonique (2006)
- Achillea: Amadas Estrellas (2007)
- Sandra: The Art of Love (2007)
- Sandra: Back to Life (2009)
- Sandra: Stay in Touch (2012)
- Sandra Gambino: Shades of Love (2022)